# Clavularia elongata
Clavularia elongata is een zachte koraalsoort uit de familie Clavulariidae. De koraalsoort komt uit het geslacht Clavularia. Clavularia elongata werd in 1889 voor het eerst wetenschappelijk beschreven door Wright & Studer. 